# Miserere (Album)
Miserere (Von lateinisch Miserere mei, Deus für „Sei mir gnädig, Gott“) ist ein Album der belgischen Funeral-Doom-Band The Ethereal.

## Geschichte
Stijn van Cauter hatte die Arbeiten mit The Ethereal nach der Veröffentlichung der Download-Single Endlight im Jahr 2010 eingestellt. Er gab an, davon überzeugt gewesen zu sein, das „Projekt hätte seinen Zweck erfüllt.“ Erst Jahre später, durch den Einfluss seiner Hörer reaktivierte er die Idee zur Band und veröffentlichte mit Dirge im Jahr 2024 ein neues Stück. Das Stück entstand unter seinem Angebot „Donate for Music“, bei dem er gezielt Musik gegen Spenden produziert. Im Schreiben, so van Cauter, entdeckte er, dass etwas in ihm noch ein Bedürfnis nach dieser Art von Musik habe. Die beiden ‚Miserere‘-Stücke wurden lose von dem A-capella-Stück Miserere von Gregorio Allegri inspiriert.
Die Entstehung von Miserere baute auf der Veröffentlichung des Download-Stücks im Jahr 2024 auf und dauerte bis zur Veröffentlichung an. Da The Ethereal als Soloprojekt von van Cauter geführt wurde und die Musik in seinem Heimstudio Templa Libitina autark komponiert und eingespielt wurde, sind exakte Schreib- und Aufnahmezeiträume nicht publik. Techniker und Produzenten blieben ausgeschlossen. Miserere erschien als zweites Album des Projektes. Es wurde am 25. Januar 2025 als Download-Album über Bandcamp veröffentlicht. Das Album wurde international kaum besprochen. Als Album im Ambient Funeral Doom verfüge es über ein begrenztes Publikumspotenzial, dennoch sei es ein „emotional ergreifendes Erlebnis mit eigenem Nachklang“. Wem es gelänge sich darauf einzulassen fände jedoch „in Miserere einen bemerkenswert reifen und stimmigen Beitrag zum Genre.“ schrieb Kai für Funeral Echoes.

## Albuminformationen
Miserere ist das zweite Studioalbum der Band. Das 2025 über Void Overflow als Musikdownload veröffentlichte Album enthält sechs separate Stücke, die eine Gesamtspielzeit von 68:53 Minuten haben. Die Gestaltung des Albums übernahm van Cauter selbst. Das digital gestaltete Covermotiv zeigt eine von Blitzen durchzogene violette Gewitterwolke.

### Titelliste
1. Dirge: 17:12
2. Miserere I: 6:56
3. Blessed End: 15:08
4. Legend: 12:18
5. Miserere II: 4:40
6. Why Are There Stars?: 12:38

### Stil
Das als Musikdownload veröffentlichte Funeral-Doom-Album wird von Stijn van Cauter als „eindringlich und erdrückend“ beschrieben. Die als Musik von The Ethereal basiert dabei ausschließlich auf dem verzerrten Aushallen weniger Gitarrenanschläge und einem kaum vorhandenen programmierten Schlagzeugrhythmus.
Der Sound des Albums ist charakteristisch dicht, melancholisch und bedrückend. Typisch für Ambient Funeral Doom sind die Stücke träge und entfalten sich ausgesprochen langsam. „Das thematische Geflecht aus tiefer Trauer und existenzieller Erschöpfung wird von brodelnden Drones, dunklen Gitarren, minimaler Perkussion und gelegentlichen Ambient-Texturen getragen.“ Dennoch unterscheide sich Miserere von den früheren Veröffentlichungen des Projektes. Es ist „weniger radikal minimalistisch, weniger erdrückend und daher weniger verzweifelt“ als From Funeral Skies.